# Proyecto Hidroeléctrico Palomino
El Proyecto Hidroeléctrico Palomino forma parte del nuevo plan de generación de energía eléctrica desarrollado por el Pdte. Leonel Fernández utilizando el potencial hidráulico de la República Dominicana que la Empresa de Generación Hidroeléctrica Dominicana (EGEHID) ha establecido como estrategia para reducir la dependencia de los hidrocarburos en la producción de energía eléctrica y reducción de costos.

## Características
El proyecto de ingeniería avanzada procura aprovechar las aguas de los ríos Yaque del Sur y Blanco para generar energía eléctrica mediante la construcción de una presa de aguas debajo de su confluencia, en el lugar conocido como La Boca de Los Ríos, con capacidad de almacenamiento de 3.3 millones de metros cúbicos de agua, cuyo embalse ocupará un área de 22 hectáreas.
La Central estará ubicada entre San Juan (República Dominicana) y Azua, y estará conformada por dos importantes estructuras unidas a través de un túnel de concreto armado. En la confluencia de los ríos Yaque del Sur y Blanco, al pie de la Cordillera Central y a 18.3 kilómetros de la carretera Guanito-Bohechio, funcionará la presa del sistema.

## Funcionamiento
El agua dulce capturada correrá 13.6 kilómetros dentro del túnel hasta llegar a la Casa de Máquinas subterránea que, a través de dos turbinas hidráulicas, generará 183.7 GWh/año. 
Después de ser utilizada en la producción de corriente, el agua de la cordillera será depositada en el Río del Medio, frontera natural de las dos provincias del Suroeste y caudal de la presa de Sabana Yegua, donde será utilizada en generación por segunda vez.

## Beneficios
- La República Dominicana tendrá un ahorro de 400 mil barriles de petróleo, permitirá la reducción de la tarifa energética.
- Aportará energía sin dañar el medio ambiente.
- Aumentará en 15% la generación nacional de energía.

## Instituciones involucradas
El Gobierno Dominicano realiza la obra a través de la Empresa Hidroeléctrica Dominicana (EGEHID), que ha contratado al Constructora Norberto Odebrecht para el desarrollo de la obra.
- Datos: Q6089183